# Hunnestad, Ystads kommun
För andra betydelser, se Hunnestad.
Hunnestad är en by i Skårby socken i Skåne, sedan 1971 i Ystads kommun.
Byn är mest känd för det vikingatida Hunnestadsmonumentet.